# Eleanor Maltravers, 2. Baroness Maltravers
Eleanor Maltravers, 2. Baroness Maltravers (auch Eleanor Mautravers; Arundel oder de Cobham; * um 1346; † 10. Januar 1405) war eine englische Adlige.
Eleanor Maltravers war eine Tochter von John Maltravers, dem einzigen Sohn von John Maltravers, 1. Baron Maltravers, und von seiner Frau Gwenthlian. Ihr Vater starb bereits 1350, und nach dem Tod ihres Bruders Henry, der vor 1364 kinderlos gestorben war, war sie zusammen mit ihrer Schwester Joan Erbin der Güter ihres Großvaters, zu denen Lytchett Matravers in Dorset gehörte. Dieser starb 1364, und nachdem auch ihre Schwester vor 1382 ohne überlebende Kinder gestorben war, wurde Eleanor de iure Erbin des Titels Baron Maltravers. Sie war vor dem 4. August 1357 in erster Ehe mit John Arundel, einen jüngeren Sohn von Richard FitzAlan, 10. Earl of Arundel und von Eleanor of Lancaster verheiratet worden. Nach dem Tod ihres Mannes 1379 heiratete sie in zweiter Ehe Reginald de Cobham, 2. Baron Cobham aus Sterborough. Da Maurice de Berkeley, 2. Baron Berkeley, ein Urgroßvater ihres Mannes, auch ihr Urgroßvater gewesen war, musste die Ehe wegen zu naher Verwandtschaft aufgelöst werden. Der Erzbischof William Courtenay von Canterbury erteilte ihnen jedoch einen Dispens, worauf sie am 9. September 1384 erneut heiraten konnten. Sie wurde im Priorat von Lewes beigesetzt. 

## Nachkommen
Aus ihrer Ehe mit John Arundel hatte sie mehrere Kinder, darunter:
- John Arundel (* vor 1364–1390)
- Sir William Arundel KG († 1400)
- Margaret d’Arundel ⚭ William de Ros, 6. Baron de Ros

Aus ihrer zweiten Ehe mit Reginald de Cobham hatte sie mindestens zwei Kinder: 
- John de Cobham († 1416)
- Sir Reginald de Cobham (1381–1446)